# Kid Marine
Kid Marine è il terzo album in studio long playing di Robert Pollard, membro fondatore dei Guided by Voices; venne pubblicato nel 1999 sia in vinile che in CD negli Stati Uniti d'America dalla Fading Captain Series (è anche la prima pubblicazione dell'etichetta di proporietà dello stesso Pollard). è stato ristampato nel 2019 dalla Guided By Voices Inc..
Pollard ha dichiarato che l'album parla di Jeff "Kid Marine" Davis, la persona raffigurata sulla copertina. In una intervista alla rivista Mojo riferì che l'album è quasi un concept album sul tipico maschio dell'Ohio e sulle sue abitudini come bere, guardare la televisione, mangiare la pizza.

## Tracce
Lato A
1. Submarine Teams   – 4:55
2. Flings of the Waistcoat Crowd   – 1:42
3. The Big Make-Over   – 1:56
4. Men Who Create Fright   – 2:11
5. Television Prison   – 1:57
6. Strictly Comedy   – 1:40
7. Far-Out Crops   – 3:30

Lato B
1. Living Upside Down   – 2:14
2. Snatch Candy   – 1:33
3. White Gloves Come Off   – 2:27
4. Enjoy Jerusalem!   – 2:16
5. You Can't Hold Your Women   – 1:52
6. Town of Mirrors   – 3:12
7. Powerblessings   – 1:54
8. Island Crimes   – 3:49

## Musicisti
- Greg Demos: basso
- Jim Macpherson: batteria e percussioni
- Robert Pollard: chitarra, tastiere, voce